# Junkers D.I

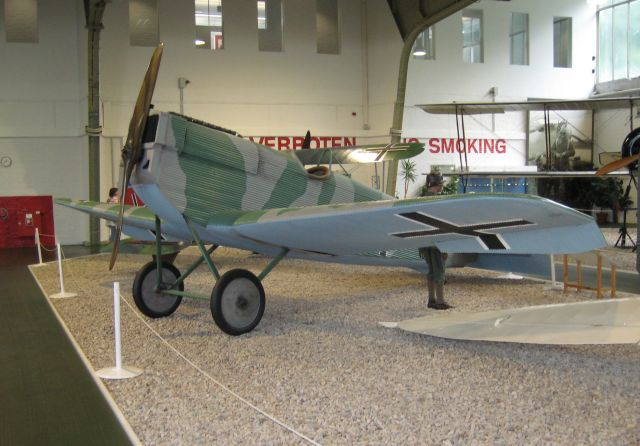
Replikat einer Junkers D.I im Militärhistorischen Museum Flugplatz Berlin-Gatow.

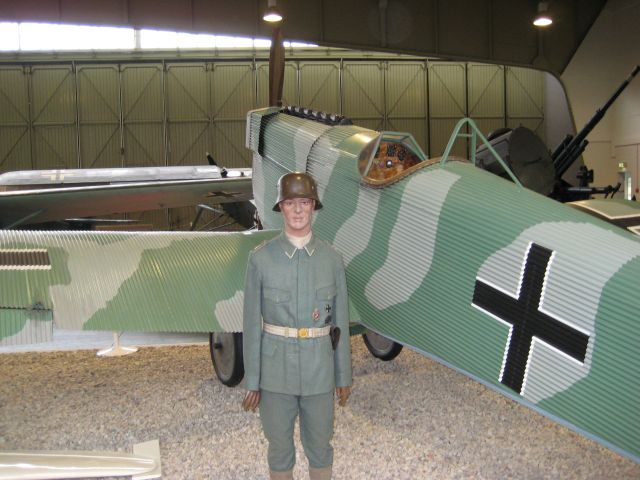
Junkers D.I Cockpit

Die Junkers D.I (Werksbezeichnung J 9) ist ein Jagdflugzeug der Junkers-Fokker A.G., das am Ende des Ersten Weltkriegs von der deutschen Fliegertruppe als Aufklärungsflugzeug eingesetzt wurde.

## Geschichte und Konstruktion
Anknüpfend an die 1917 noch bei Junkers & Co. entworfene Junkers J 7 wurde im Frühjahr 1918 die J 9 von der kurz zuvor gegründeten Junkers-Fokker AG in ähnlicher Auslegung mit größerer Spannweite und stärkerem Motor und automobilähnlichem Frontkühler entwickelt. Als Neuheit wurden bei den J 7 anstelle von konventionellen Querrudern drehbare Flügelspitzen verwendet, die sich jedoch nicht bewährten, da dadurch die Vibration der Tragflächen zu stark wurde. Junkers kehrte daher bei der J 9 zu normalen Querrudern zurück.
Die D.I war als Ganzmetallflugzeug aus Duraluminium-Wellblech gebaut und dadurch äußerst stabil und toleranter gegen widrige Witterungseinflüsse. Der Erstflug erfolgte im April 1918. Das Flugzeug wurde mit einem 180 PS starken Mercedes D IIIa-Motor ausgerüstet und nahm am Jagdflugzeug-Wettbewerb im Mai/Juni 1918 in Adlershof teil; ein weiteres mit einem BMW-IIIa-Motor mit 185 PS Leistung wurde im Wettbewerb im Oktober 1918 vorgestellt. Die D.I zeigte sich als äußerst schnell und beschussfest. Sie erhielt jedoch aufgrund der ungewöhnlichen Erscheinung ein geteiltes Echo und wurde von den Frontfliegern Bruno Loerzer und Hermann Göring nur für die Bekämpfung von Fesselballons und Luftschiffen empfohlen, während Gotthard Sachsenberg die D.I anderen Jägern gegenüber bevorzugte.
Unter dem Druck der Militärbehörden wurde zur Fertigung dieses Typs bereits im Oktober 1917 die Flugzeugsparte von Junkers & Co. zwangsweise mit dem Fokker Aeroplanbau in Schwerin zur Junkers-Fokker Werke AG (Jfa) mit Sitz Dessau fusioniert. Anthony Fokker nahm hier Einfluss auf die Entwicklung der Junkers-Flugzeuge. Die Zusammenarbeit währte jedoch nur bis zum Frühjahr 1919, als die Junkers-Fokker Werke in Junkers Flugzeugwerke AG umfirmiert wurden.
Die J 9 waren mit einem 160 PS starken Sechszylinder-Reihenmotor vom Typ Mercedes D IIIaü ausgerüstet und erreichten damit etwa 220 km/h Höchstgeschwindigkeit. Versuche im November 1918 mit einem BMW-IIIa-Motor mit 185 PS sollen 240 km/h erbracht haben.
Aufgrund der schwierigen Versorgungslage und der aufwendigen Ganzmetallbauweise war schon im Mai 1918 bereits ein Auftrag für 20 Maschinen platziert worden, von denen jedoch nur etwa 12 Stück ausgeliefert wurden. Die späteren Modelle waren mit dem Benz Bz IIIaü-Motor ausgerüstet.
Mindestens eine D.I wurde testweise mit einem 195 PS starken Achtzylinder-V-Motor vom Typ Benz Bz IIIb ausgerüstet.

## Einsatz
Nur wenige der etwa 15 von Junkers und 13 von Fokker gefertigten Exemplare erreichten ab Oktober 1918 die Front in Flandern.
Einige Junkers D.I blieben noch bis 1919 im Baltikum im Einsatz, wo deutsche Freikorps gegen die Bolschewiki kämpften. Lt zS Sachsenberg bezeichnete die Junkers D.I als bestes Flugzeug bei wechselhaften Wetterverhältnissen.

## Technische Daten

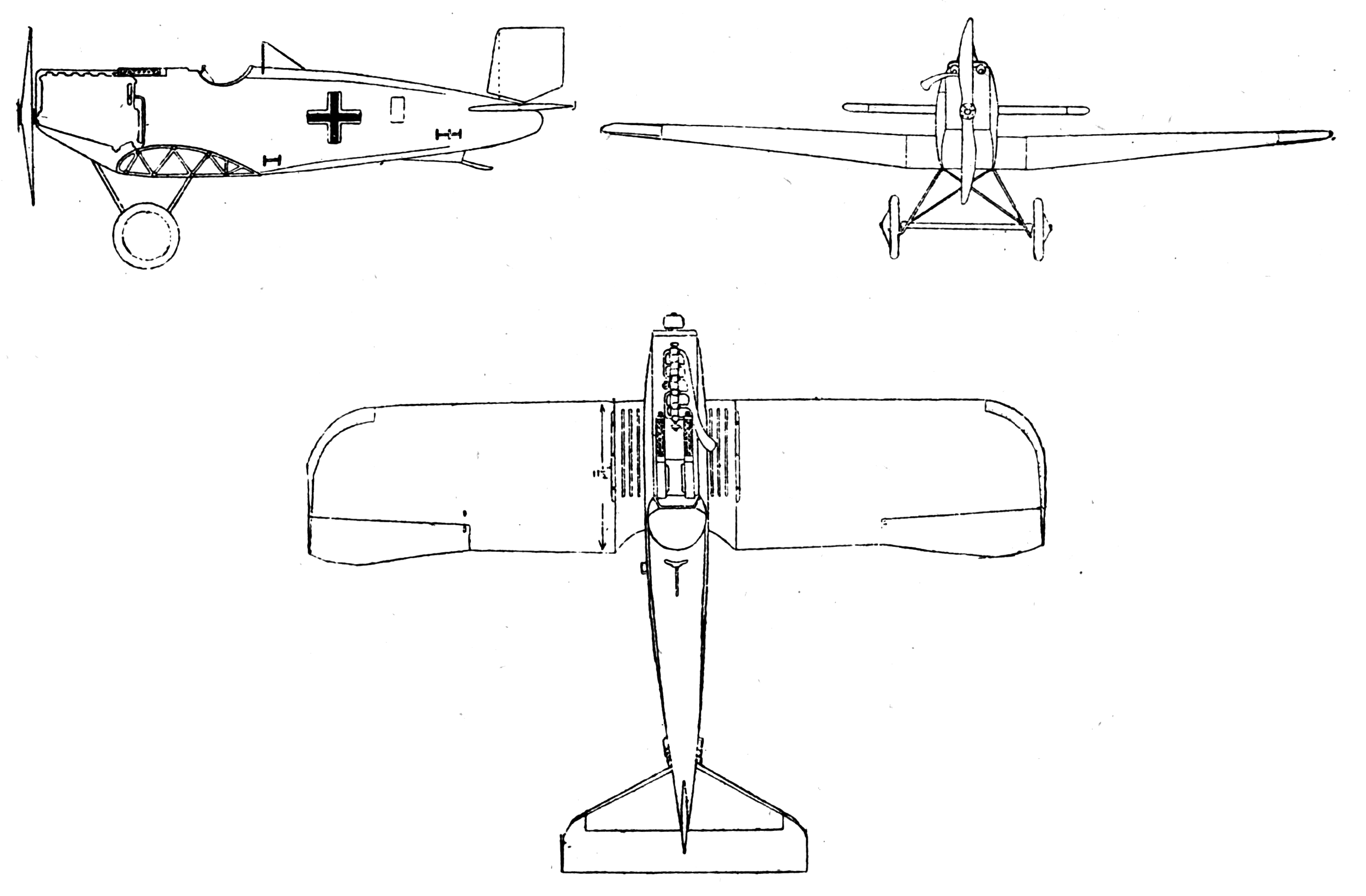
Dreiseitenansicht

| Kenngröße                              | D.I                                                                                                   |
| -------------------------------------- | --- |
| Besatzung                              | 1 |
| Länge                                  | 7,25 m                                                                                                |
| Spannweite                             | 9,08 m                                                                                                |
| Höhe                                   | 2,25 m                                                                                                |
| Flügelfläche                           | 14,12 m²                                                                                              |
| Flügelstreckung                        | 5,8                                                                                                   |
| Leermasse                              | 654 kg                                                                                                |
| Startmasse                             | 840 kg                                                                                                |
| Höchstgeschwindigkeit                  | 220 km/h                                                                                              |
| Marschgeschwindigkeit                  | 200 km/h                                                                                              |
| Steigzeit                              | 2,18 min auf 1000 m 5,08 min auf 2000 m 6,30 min auf 3000 m 12,30 min auf 5000 m 22,15 min auf 6000 m |
| Gipfelhöhe                             | 7500 m                                                                                                |
| max. Reichweite                        | 300 km                                                                                                |
| Flugdauer                              | 1:30 h                                                                                                |
| wassergekühlter 6-Zylinder-Reihenmotor | Benz Bz IIIaü, 185 PS (136 kW)                                                                        |
| Bewaffnung                             | 2 starre, synchronisierte lMG 08/15, 7,9 mm                                                           |

## Erhaltene Flugzeuge

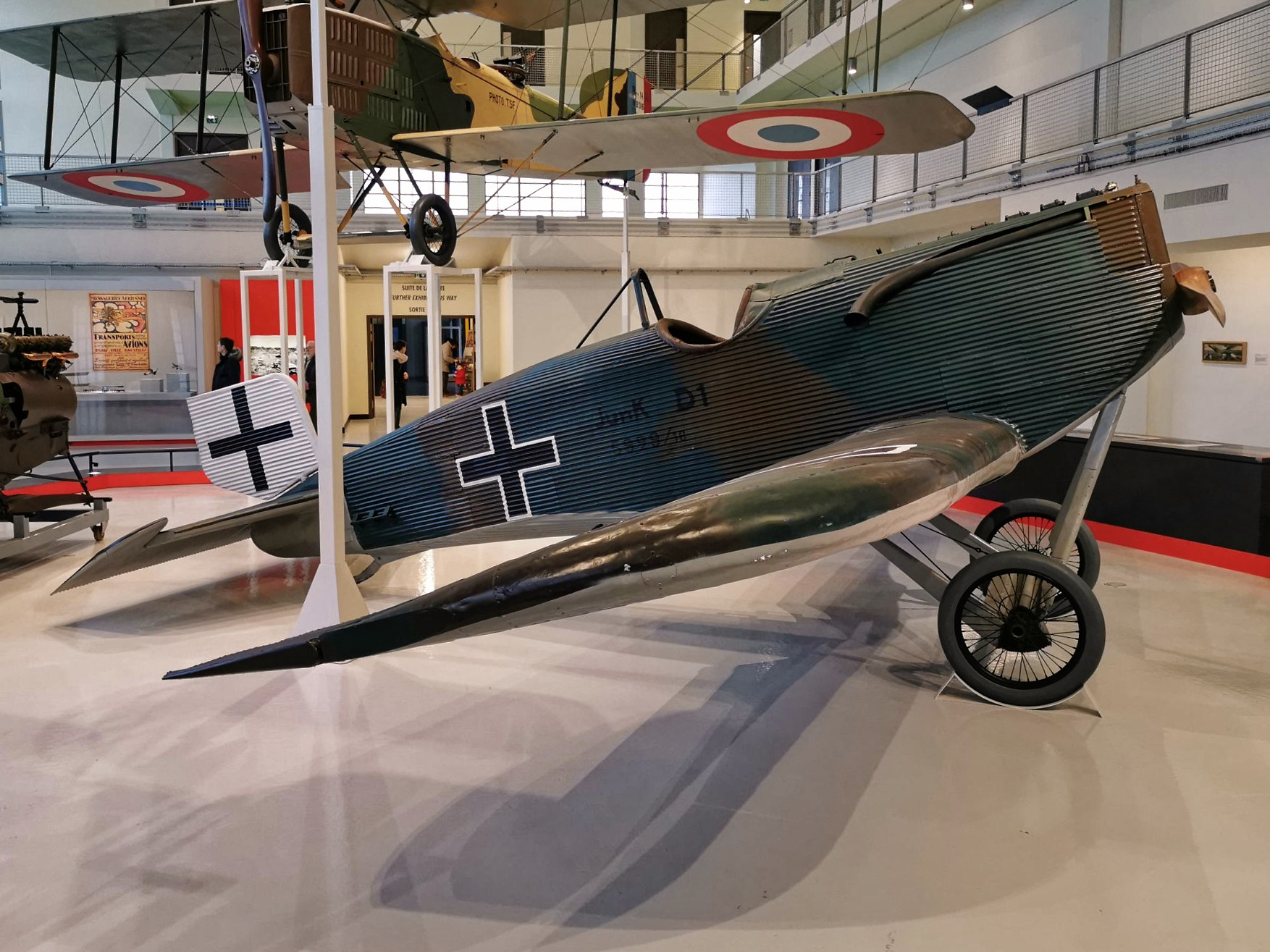
Junkers D.I im Musée de l’Air et de l’Espace (Bild von 2020)

Heute existiert noch ein originales Exemplar der Junkers D.I, das durch zwei Nachbauten ergänzt wird.
Weitere Informationen zur Historie dieser Objekte findet man bei
- Im Musée de l’Air et de l’Espace ist das einzige originale Flugzeug ausgestellt. Es wurde beim Rückzug im November 1918 auf einem Feldflugplatz zurückgelassen und fiel den vorrückenden französischen Truppen in die Hände.[3]
- In der Ausstellung des Luftfahrttechnischen Museums Rechlin befindet sich der Nachbau einer Junkers D.I[2]
- Im Internationalen Luftfahrtmuseum Villingen-Schwenningen befindet sich der Rumpf eines weiteren Nachbaus einer Junkers D.I[2]